# Суниці лісові
Суни́ці лісові́ (Fragaria vesca L.) — багаторічна трав'яниста рослина роду суниці (Fragaria) родини розових (Rosaceae).

## Етимологія
Про походження української назви див. Суниці
Латинська назва суниць лісових Fragaria vesca буквально значить «запашниця тонка». Родова назва Fragaria походить від латинського fragrans («запашний, ароматний»).

## Ботанічний опис

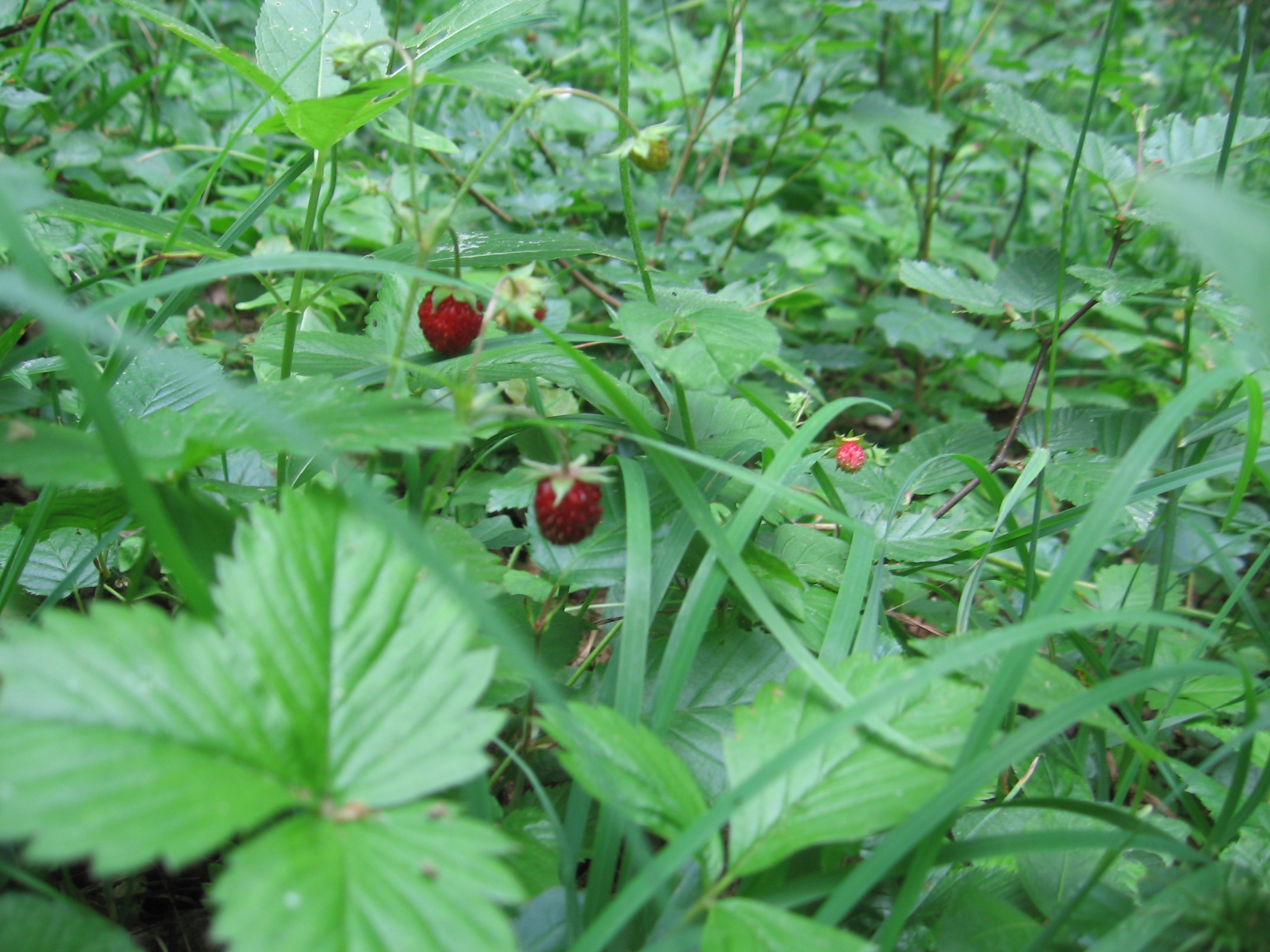
Суниці лісові. Кримські гори.

Кореневище коротке з тонкими корінцями, та довгими повзучими пагонами-вусами.
Стебло прямостійне або висхідне, до 30 см заввишки.
Листки трійчасті, прикореневі — на довгих ніжках; прості — листочки сидячі, овально-ромбічні, зверху темно-зелені, знизу ясно-зелені, густо вкриті притиснутими шовковистими волосками, по краю — з зубцями.
Квітки білі (до 20 мм у діаметрі), правильні, двостатеві, на довгих тонких квітконіжках, у щиткоподібному суцвітті; мають по 5 білих пелюсток. Тичинок і маточок багато, вони розміщені на випуклому квітколожі.
Цвіте у травні — червні. Плід — багатогорішок (суничина).
Багаторічна трав'яниста рослина 5-30 см заввишки. Буре кореневище горизонтальне або скісне з довгими повзучими пагонами. Стебло пряме, волохате. Листки трійчасті, прикореневі, з трьома сидячими овальноромбічними великозубчастими листочками, темно-зелені, зверху майже голі, знизу сизувато-зелені, пухнасті. Суцвіття щиткоподібні, квітки двостатеві, сидять на довгих квітконіжках, пухнастих від притиснутих до стебла волосків, пелюстки квіток білі. Цвітуть у травні-червні. Плоди — численні сухі зернятка на ягоді, які дозрівають у червні-липні.
З лікувальною метою використовують свіжі й сушені плоди (Fructus Fragariae vescae) і сушене листя (Folium Fragariae vescae). Листя заготовляють в період цвітіння рослини.
Суниці лісові ростуть у хвойних і мішаних лісах, на лісових галявинах, серед чагарників, на узбіччях доріг і на узліссях. Світлолюбна рослина. Цвіте у травні, плоди достигають у червні — липні.
Поширена на Поліссі, в Лісостепу, Карпатах. Промислова заготівля можлива у Волинській, Рівненській, Житомирській, Київській, Чернігівській, на півночі Хмельницької та Сумської, у Львівській, Тернопільській, Івано-Франківській, Чернівецькій і Закарпатській областях, в Криму. Запаси сировини значні, часто утворює суцільні зарості.
Листя суниць містить алкалоїди, флавоноїди, дубильні речовини, вітаміни. Свіжі плоди містять вітаміни (А, С, В, Р), флавоноїди (галактозид, ціанідин), органічні кислоти (яблучну, саліцилову), дубильні речовини, пектини, цукри, ароматичні сполуки, солі заліза, кобальту, марганцю, селену, кальцію і фосфору.
Популярність плодів суниць як дієтичного і лікувального засобу пояснюється їхніми смаковими якостями, які поєднуються з широким діапазоном лікувальної дії.

## Поширення
Суниці лісові — євразійський вид [5]. Поширений на більшій частині України, але нерівномірно [6], досить рясно — в Закарпатті, Прикарпатті, Розточчі-Опіллі, на Поліссі, а також на півночі лісостепових районів, в Степу — зрідка [2].
Південна межа масового поширення проходить через Умань, Кременчук, Полтаву, Лозову, Донецьк, Луганськ [3].

## Практичне використання
Харчова, вітамінозна, лікарська, танідоносна, косметична рослина. Плоди вживають у їжу свіжими, сушеними, використовують їх також для приготування варення, джемів, начинки для цукерок, тіста-пюре для інших кондитерських виробів, соків, екстрактів тощо. Плоди суниць є прекрасною сировиною для фруктово-ягідного виноробства, для виготовлення різних типів високоякісних вин. Вина з лісових суниць мають тонкий аромат і приємний смак.
Свіжі плоди мають неповторний аромат, прекрасно діють на організм людини, причому в продуктах переробки суниці зберігають аромат, властивий свіжим плодам.

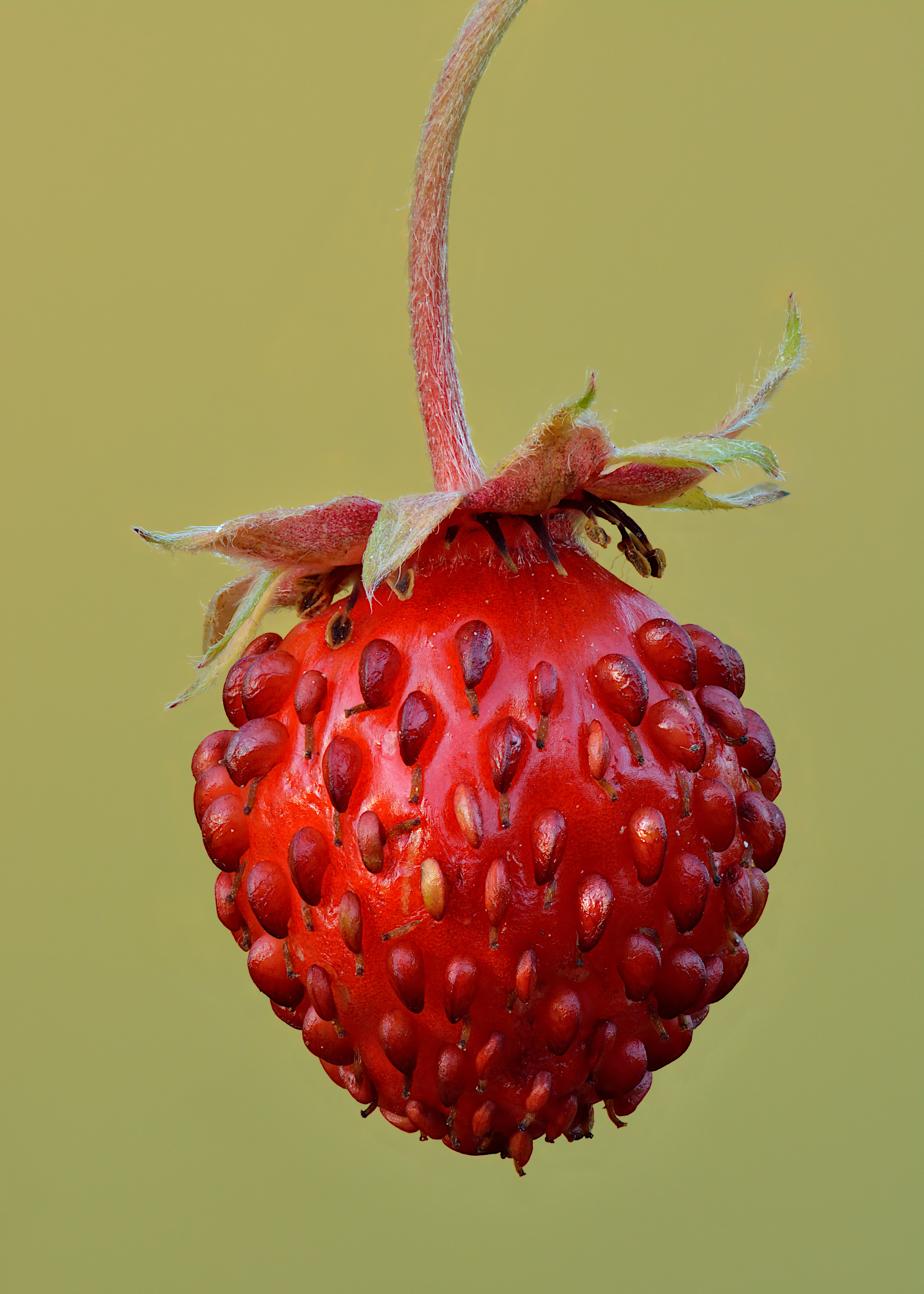
Плід суниці

Плоди суниць містять цукри (до 10 %), лимонну, яблучну й саліцилові кислоти (1,6 %), дубильні й фарбувальні речовини, пектин. Крім того, вони відзначаються високим вмістом заліза, мікроелементів, біологічно активних речовин, ефірних олій.
Плоди та листки суниць багаті на вітаміни, у плодах містяться вітамін С (до 60 мг%), каротин (0,08 мг%), вітамін В1 (0,03 мг%), вітамін B2 (0,1 мг%), вітамін К (0,1 мг %), РР. Листки суниць теж можуть використовуватись як джерело вітаміну С (400 мг%), їх вживають як сурогат чаю.
У науковій медицині застосовують плоди та листки суниць — Fructus et Folium Fragariae як слабкий сечогінний засіб, при подагрі, ниркових каменях, жовчнокам'яній хворобі, при маткових кровотечах, недокрів'ї.
У народній медицині лікування суницями дуже популярне. Їх використовують як потогінний і сечогінний засіб, при хворобах печінки, нирок, недокрів'ї та білокрів'ї, туберкульозі легень, безсонні; листки також при гіпертонії, для поліпшення роботи серця та обміну речовин. Корені суниці застосовують від ревматизму і як слабкий сечогінний засіб. Свіжі плоди прикладають до місць, уражених екземою. У гомеопатії застосовують плоди суниць. Соком ягід натирають вулики, щоб запобігти захворюванню бджіл. У кореневищах суниць містяться таніни (9,4 %).
У косметичній практиці застосовують живильні маски з плодів суниць, сік — для виведення ластовиння і лишаїв.
Показаннями до призначення лісових суниць в сучасній медицині є гіпертонічна хвороба, атеросклероз, подагра, жовчно- і нирковокам'яна хвороби, запалення слизової оболонки травного каналу, геморой, глистяна інвазія (аскариди, волосоголовець, гострики, солітер), нічне нетримання сечі, хвороби печінки, шкіри (лишай, гнійні кровоточиві й мокнучі рани та застарілі виразки, вугрі, екзема), рахіт, маткові кровотечі, хлороз, ожиріння, загальний занепад сил, неврастенія, бронхіт, бронхіальна астма, гіпо- і авітаміноз С. Призначається при порушеннях мінерального, ліпідного та цукрового обмінів. При подагрі (не зумовленій генетично) позитивний ефект зберігається при вживанні настоїв, відварів, витяжок. Кровоочисна дія суниць (зумовлена наявністю комплексу біологічно-активних сполук, які виводять з організму значну кількість токсинів) дає можливість застосування її як сорбенту. Спостерігається позитивна динаміка на процент травлення, стан гепатобіліарної системи, загальний стан організму. Листя, траву, свіжі плоди рекомендоване при різних формах анемії.

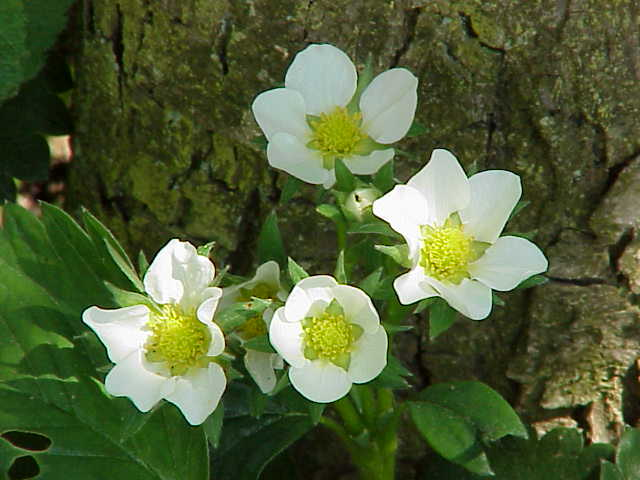
Квіти суниць

## Збирання, переробка та зберігання
Збирають стиглі плоди суниць вранці, в суху погоду або в кінці дня до з'явлення роси. Збирають обережно і зразу ж вживають у їжу або відправляють для переробки. Свіжі плоди у звичайних умовах довго не зберігаються. Зібрані ягоди пакують у невеликі (по 2-3,5 кг), кошики або решета. Сушать їх у печах або сушарках при температурі 60-65°, розкладаючи тонким шаром на решетах. Висушені плоди пакують у мішки вагою по 50 кг і зберігають у сухих, добре провітрюваних приміщеннях. Плоди можуть пошкоджуватися комірними хрущиками.
Листки збирають під час цвітіння, обриваючи їх без ніжок. Сушать на горищах або під навісами, розстилаючи тонким шаром і періодично перемішуючи. Сухі листки пакують у тюки по 50 кг і зберігають у сухих прохолодних приміщеннях.

## Використання
Листя вживають при недокрів'ї, ревматизмі, токсичних гепатитах, воно має в'яжучу (при проносах) та глистогінну дію. Відвар плодів вживають як потогінний, вітамінний засіб (чай з плодів і листків); настій з листків - іноді і як сечогінний засіб. Відвар кореневищ суниці з коренями, листків і плодів є потогінним і слабким сечогінним засобом. Крім того, плоди суниці споживають у свіжому вигляді як дієтичне харчування при подагрі, атеросклерозі, гіпертонії, артриті, виразковій хворобі шлунка, хворобах селезінки, каменях у печінці та нирках.

## Культурна форма
Один з різновидів суниць лісових, суниці альпійські (Fragaria vesca var. alpina), дав початок кільком культурним сортам. Плоди культурних альпійських суниць набагато дрібніші за плоди суниць садових («полуниць») і мають сильніший і багатший аромат, близький до аромату суниць лісових.

## Охорона
Запаси сировини в Україні великі. Сировинні запаси, достатні для заготівлі плодів та листя, є в Закарпатській, Івано-Франківській, Чернівецькій, Тернопільській, Львівській, на півночі Хмельницької, а також у Волинській, Рівненській, Київській, Житомирській, Чернігівській, Сумській областях. Заготівля листків суниці має лімітуватися.